# Chief Minister (Sierra Leone)
Der Chief Minister ist das höchste ministeriale Amt in Sierra Leone.
Der Chief Minister steht als Hauptminister allen anderen Ministern vor und nimmt eine spezielle Rolle als Bindeglied zum Staatspräsidenten ein. Da die Rolle des Regierungschefs in Sierra Leone nicht von der des Staatspräsidenten getrennt ist, ist die Position eines Premierministers als Kopf der Regierung verfassungsrechtlich nicht vorgesehen.
Zu Kontroversen führte die Ernennung eines Chief Ministers im Kabinett Bio II. Unklar war die Abgrenzung zum Vizepräsidenten sowie dem Chief of Staff (Hauptverantwortlichen für das Personal). Einziger Chief Minister zuvor war zwischen 1954 und 1958 Milton Margai als Hauptminister des Britischen Protektorats Sierra Leone.

## Bisherige Chief Minister
- David Sengeh (seit dem 10. Juli 2023)
- Jacob Jusu Saffa (30. April 2021–Juli 2023)
- David Francis (4. Mai 2018–30. April 2021)
- Milton Margai (1954–1958)